# Moeche e masanete
Le moeche e masanete sono prodotti agroalimentari tradizionali veneti e dell'alto Mar Adriatico.

## Definizione
Col termine di moeche si indicano nella laguna veneta e nella laguna di Marano i granchi verdi (Carcinus aestuarii) in fase di muta, quando cioè, nello spazio di poche ore, nei mesi primaverili (aprile e maggio) e autunnali (ottobre a novembre), abbandonano il loro rivestimento (carapace) e si presentano tenere e molli, da cui il nome. Sono state presidio Slow Food. 
Le masanete o masenete (in veneto) o masanetis (in lingua friulana) sono invece le femmine provviste di guscio consumate alla fine dell'estate, quando sono piene di uova e in dialetto veneto prendono il nome di masanete col coral.
La produzione di moeche è unica in Italia e forse nel mondo. Tuttavia altri tipi di granchio (granchio blu) sono cucinati nel New England e in Giappone nel periodo di muta similmente a quanto avviene per le moeche.

## Uso in cucina
Le moeche vanno cotte vive. Esistono tre ricette principali: la prima prevede un taglio sulla schiena in modo che l'acqua rimasta fuoriesca, quindi vengono impanate e fritte; un'altra prevede la frittura senza tagli e l'ultima ricetta prevede che queste vengano poste vive nell'uovo sbattuto e salato, fino a che queste deglutiscano in parte il composto, quindi sono passate nella farina bianca e fritte.
Le masenete sono preparate lessate e condite con aglio, olio e prezzemolo.